# Lena Eliasson
Lena Marie Eliasson, född 22 juli 1981, är en svensk orienterare och skidorienterare som tävlar för Domnarvets GoIF. Hon har också tagit upp långdistanslöpning där hon tävlar för Hässelby SK.
Eliasson har gått på orienteringsgymnasiet Sanda i Huskvarna.
Vid EM i Zürich i mitten av augusti 2014 deltog hon i maratonloppet och placerade sig med tiden 2:43:12 på plats 38.
Eliasson bor i Borlänge tillsammans med sambon Jakob Lööf och arbetare som lärare i svenska och svenska som andraspråk.

## Personliga rekord friidrott
| Utomhus - 5 000 meter – 17:29,02 (Stockholm 1 juli 2009) - 10 000 meter – 36:48,95 (Falun 20 augusti 2010) - 10 km landsväg – 35:29 (Stockholm 7 september 2013) - Halvmaraton – 1:14:28 (Köpenhamn, Danmark 29 mars 2014) - Maraton – 2:41:38 (Dubai, Förenade Arabrepubliken 24 januari 2014) | Inomhus - 3 000 meter – 9:46,22 (Norrköping 16 februari 2013) |

### Digitala källor
- Eriksson, Tommy (5 maj 2014). ”Lena Eliasson”. www.orietering.se. Svensk orientering. Arkiverad från originalet den 11 juli 2015. https://web.archive.org/web/20150711193444/http://www.orientering.se/Grenar/Orientering/Landslaget/FaktaElitlopare/LenaEliasson/.
- ”Lena laddar för dubbla VM”. www.marathon.se. 16 juni 2015. Arkiverad från originalet den 1 augusti 2015. https://web.archive.org/web/20150801043126/http://www.marathon.se/aktuellt/lena-laddar-f%C3%B6r-dubbla-vm.